# Leo Kinnunen
Leo Juhani "Leksa" Kinnunen (Tampere, 5 augustus 1943 — Turku, 26 juli 2017) was een Fins Formule 1-coureur, de eerste uit zijn land. Hij reed in 1974 zes Grands Prix wedstrijden voor het team Surtees, maar scoorde hierin geen punten.
Kinnunen was door acteur Steve McQueen gevraagd om mee te spelen als coureur in de film Le Mans. Maar door zijn contract met Porsche mocht dat niet. Hij werd vervangen door David Piper.
Hij overleed op 73-jarige leeftijd in Turku.
1. ↑  ČSFD; genoemd als: Leo Kinnunen; ČSFD-identificatiecode voor persoon: 117701.
2. ↑  "Suomen ensimmäinen F1-kuljettaja Leo Kinnunen on kuollut"; gepubliceerd in: Ilta-Sanomat; datum van uitgave: 26 juli 2017; geraadpleegd op: 26 juli 2017.
3. ↑  http://www.is.fi/formula1/art-2000005304278.html.